# Hóa thẩm

Một gradient ion có thế năng của mình và có thể được sử dụng để tạo ra năng lượng cho phản ứng hóa học khi các ion đi qua một kênh (màu đỏ).

Hóa thẩm là sự chuyển động của các ion qua một màng bán thấm, xuôi theo chiều gradient điện hóa của chúng. Một ví dụ về điều này là việc tạo ra adenosine triphosphate (ATP) do chuyển động của các ion hydro qua một màng sinh học trong quá trình hô hấp tế bào hoặc quang hợp.
Các ion hydro (H+), hoặc proton, sẽ khuếch tán từ một nơi có nồng độ cao đến một nơi có nồng độ thấp hơn theo đúng nguyên lý khuếch tán. Gradient điện hóa của proton trên màng có thể được khai thác để tạo ra ATP. Quá trình này liên quan đến "thẩm thấu", là sư khuếch tán của nước qua màng tế bào, đó là lý do tại sao nó được gọi là "hóa thẩm".
ATP synthase là enzyme tạo ra ATP nhờ hóa thẩm. Nó cho phép các proton đi qua màng tế bào và sử dụng chênh lệch năng lượng tự do để phosphoryl hóa adenosine diphosphate (ADP), tạo ra ATP. Việc tạo ra ATP bằng hóa thẩm xảy ra ở ty thể và lục lạp, cũng như ở hầu hết các vi khuẩn và vi sinh vật cổ, có một chuỗi vận chuyển electron bơm ion H+ vào xoang thylakoid qua màng thylakoid. Năng lượng từ dòng electron đi qua các chuỗi vận chuyển điện tử được dùng để bơm ion H+ để tạo nên gradient điện hóa. Chênh lệch này cho phép proton khuếch tán qua ATP synthase để quang phosphoryl hóa ADP tạo ra ATP.
Peter D. Mitchell đề xuất thuyết hóa thẩm năm 1961.